# Pankgraf

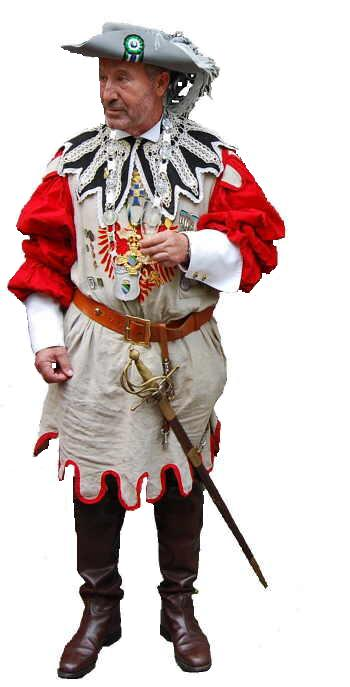
Ein Pankgraf im Ordenskleid

 Als Pankgraf bezeichnet man Angehörige der Alten Pankgrafen-Vereinigung von 1381 zu Berlin bey Wedding an der Panke (APV), eines Vereins in Berlin.

## Organisation

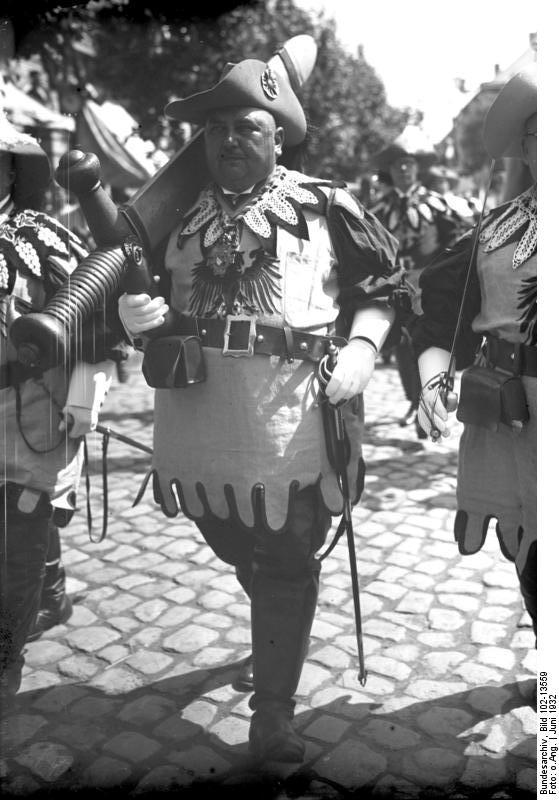
Pankgrafen beim Festumzug zur 700-Jahr-Feier von Bernau, 1932

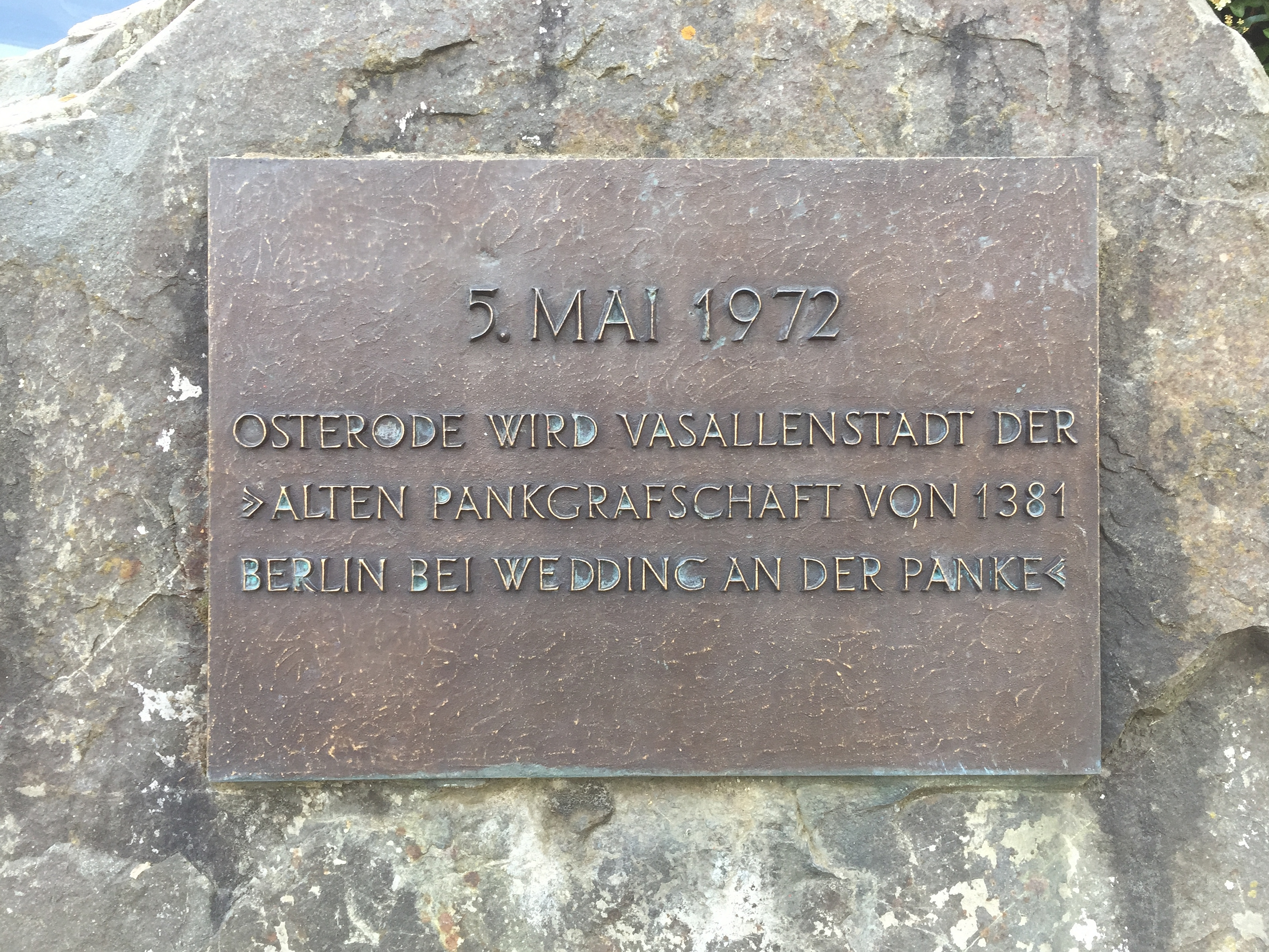
Tafel am Gedenkstein in der „Vasallenstadt“ Osterode

Der Verein ist bundesweit organisiert. Die Abkürzung APV ist mehrdeutig, sie steht für Alte Pankgrafen-Vereinigung und für Anti-Politische Vereinigung. Nach seinem Selbstverständnis definiert sich der Verein als weltlicher Ritterorden. Sein Pankgräfliches Hauptquartier befindet sich in Berlin am Gierkeplatz, im Ortsteil Charlottenburg.
Durch die auswärtigen Aktivitäten (Ritterfahrten) der Organisation entstehen Vasallenstädte und die dortigen Ableger der Pankgrafen.
| - Braubach - Höxter - München - Soest | - Lengerich - Tecklenburg - Westerkappeln - Weilburg | - Osterode - Fürstenberg |

## Die Legende um die Herkunft des Pankgrafenordens
Die Herkunft des Pankgrafenordens ist ein moderner Mythos. Entsprechend dieser selbstgeschaffenen Legende geht die Ordensgründung der APV auf den Urgrafen Udo mit der gespaltenen Klaue in das Jahr 1381 zurück. Damals habe Udo „im Verbande mit anderen rechtschaffenen Rittern“ in der „denkwürdigen Schlacht am Lausefenn“ nahe dem damaligen Dorf Pankow das „räuberische Gesindel“ in die Flucht geschlagen.
Unter Führung des Urgrafen Udo hätten sich die „siegreichen Friedensstifter“ daraufhin zu einem Ritterorden zusammengetan, der Pankgrafen-Vereinigung. In den folgenden Jahrzehnten und Jahrhunderten hätten sie fahrenden Handelsleuten gewerbliche Geleitdienste erbracht und somit zur Hebung der öffentlichen Sicherheit „für alle Bürger und Bauern“ beigetragen. „Die Spuren der Pankgrafschaft“ verlören sich in den Wirren des Dreißigjährigen Krieges.
„Das Schicksal bereitete Udo ein spektakuläres Leben [und ein eben solches Ende. Der Legende nach soll sich] der kampf- und sieggewohnte Udo am Ende seines Lebens aus Gram darüber, daß man das Flüßchen Panke, diesen herrlichen märkischen Strom mit seinem schwarz-grün-grau-blauen Wellengang, zuschmeißen wollte, nach einem Umtrunk in voller Rüstung in die Fluten gestürzt, […] aber leider in diesem Modergrab nicht die gewünschte Ruhe gefunden haben. [Denn alle 50 Jahre führe ihn] sein schauerliches Geschick in die Erdenwelt zurück, um zu schauen, ob das Gewässer noch vorhanden sei und ob die Nachfahren seiner Devise Wohltun – Freundschaft – Vaterland noch treu geblieben.“ (aus der Chronik)
So sei es geschehen auch im Jahre 1881. Bei diesem „letzten Erscheinen“ des Urgrafen Udo mit der gespaltenen Klaue „mußte er leider feststellen, daß dem keineswegs und mitnichten so war“. Im Gegenteil, einige der direkten Nachkommen der ritterlichen Pankgrafen saßen zwar beim herkömmlichen gewaltigen Schoppen, was durchaus zur Ehre gereichte, aber sie hatten ganz und gar vergessen, das Vaterland über alles zu setzen. Sie zankten sich um einen Stammtisch in der Norddeutschen Brauerei am Pankestrand sitzend um Parteidoktrinen und jeder wollte recht haben. Der eine sehnte die guten alten Zeiten zurück, der andere sprach von liberalen Freiheiten, ein dritter glaubte, sein Heil in Schutzzöllen zu finden, und einer war da, dem paßte am Deutschen Reich überhaupt nichts.

Als nun Graf Udo dieses Geschrei und Gezanke hörte, erschien er in voller Rüstung unter den Streitenden, die schon erheblich in den Humpen geblickt hatten, schlug mit der Faust auf den Tisch und gebot ihnen, sich des alten Wahlspruches zu erinnern und danach zu handeln. Er verlangte von ihnen, die Alte Pankgrafschaft wiedererstehen zu lassen und mit neuem Leben zu erfüllen. Sie sollten echte Deutsche, aber keine kleinlichen Bürger sein. „Darauf verschwand er wieder in den schwarz-grün-grau-blauen Fluten der Panke.“ (aus der Chronik)

## Gründung
Es waren zunächst nur wenige Kämpen, die im Jahre 1881 die Alte Pankgrafenvereinigung gründeten. Aber aus diesem Freundeskreis wurde sehr bald eine im ganzen Land bekannte Vereinigung, die in ihrer Art insgesamt dem ganzen deutschen Vaterland zur Verfügung stand und ihre Lebenskraft auch durch die Schrecken zweier Weltkriege und großer politischer Wirren hindurch bewies.
Die Gründung der Alten Pankgrafen-Vereinigung vollzog sich vor dem Hintergrund des wirtschaftlichen und politischen Aufschwungs des Deutschen Reiches am Ende des 19. Jahrhunderts, des ersten deutschen Wirtschaftswunders der Neuzeit, der sogenannten Gründerzeit. Hinzu kam die neue politische Konstellation. Das Ziel der deutschen Einigungsbewegung, wie alle anderen europäischen Völker auch in einem einigen Nationalstaat zusammenzuleben, war durch die kleindeutsche Lösung im Jahre 1871 zumindest teilweise erfüllt. In diesen Jahren nach der Reichsgründung herrschte eine Euphorie, eine Aufbruchsstimmung, eine Zukunftsgewissheit unter den Deutschen, die der Gründerzeit ihren Namen gab.
Diese Zeit verzeichnet viele Gründungen vaterländisch ausgerichteter Vereine. Das Besondere an der Pankgrafschaft ist hierbei, dass sie sich durch einen Verzicht auf ein politisches und religiöses Bekenntnis nicht innerlich zerstritten und aufgelöst hat, wie es den meisten parteipolitisch ausgerichteten vaterländischen Vereinen erging.
Das Hauptquartier der Pankgrafen, die „Burg“, befand sich Anfang des 20. Jahrhunderts in der Schloßstraße 6 (heutige Ossietzkystraße) in Pankow nahe der Panke am Schlosspark Niederschönhausen. Die Lokalität mit Naturgarten und Ballsaal bot 4000 Gästen Platz.
Im Bezirk Pankow wurden in den Ortsteilen Karow und Pankow die Pankgrafenstraßen nach dem Verein benannt.

## Wappen, Motto und Gliederung des Vereines

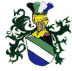
Wappen der APV mit Federbusch

Wappen der APV mit Krone

Die Wappenfarben der APV sind schwarz, grün, grau und blau.
Das Wappen zeigt einen Schild in diesen Farben. Das Wappen erscheint dabei in zwei Variationen: entweder mit einem auf dem Schild liegenden Visierhelm mit Federbusch oder mit einer auf dem oberen Schildrand aufgesetzten Goldkrone. Beide Wappen stehen gleichberechtigt nebeneinander. Darüber hinaus findet das Wappen Brandenburgs, der rote Adler, Anwendung in der APV. Das Motto der Pankgrafen lautet: „Wohltun - Freundschaft - Vaterland“
Die Gemeinnützigkeit der APV besteht durch die Förderung
- des Heimatgedankens
- der Verbundenheit der deutschen Städte und Regionen und ihrer Bevölkerung untereinander
- der Bewahrung und Pflege der Überlieferung der Berliner und deutschen Geschichte, einschließlich der Sammlung und Nachbildung von Gegenständen und Unterlagen aus der Vorzeit
- Pflege des deutschen Lied- und Musikgutes
- und insbesondere die materielle Unterstützung bedürftiger Personen

Zur ordnungsgemäßen Spendenerfassung dient der Barnajadenbund e.V., eine Unterorganisation der APV.
Die Mitglieder der APV von 1381 setzen sich zusammen aus
den Großkomturen
den Komturen
den Pankgrafen
Der Hochmeister ist der Vorsteher der APV. Er führt die Oberaufsicht über die Geschäfte und die Verwaltung des Vereinsvermögens, beruft den Vorstand und das Kollegium der Großkomture ein, leitet die Versammlung und veranlasst die Ausführung der Beschlüsse, kann Aufgaben an seine beiden Stellvertreter delegieren, die ihn auch in Abwesenheit vertreten.
Dem Hochmeister zur Seite steht ein von ihm selbst ausgesuchter Adjutant, der Erste und der Zweite Stellvertreter sowie die Statthalter der Vasallenstädte. Weiterhin gehören zum Vorstand der Ordenskanzler, der Generalconsul und sein Stellvertreter, der Ordensmarschall, der Oberschatz- und der Schatzmeister, der Oberzeremonien- und der Zeremonienmeister sowie die Beisitzer Archivverwalter, Archivgehilfe, Rüst- und Gewandmeister, Rüstgeselle, Reisemarschall sowie Beisitzer zur besonderen Verwendung (z. b. V.)

## Die Pankgräfliche Kleiderordnung
Die Kleiderordnung des Vereins gibt für bestimmte Anlässe folgende Vorgaben
- für Remterabende: zwanglos, jedoch mit Krawatte
- kleiner Festanzug: schwarzer bzw. dunkler Anzug, weißes Hemd, Pankgrafennadel sowie Auszeichnungen
- zur Trauerfeier: wie kleiner Festanzug, Trauernadel umflort, ggf. auf dem Mantelrevers zu tragen
- Ordenskleid: (auf Anordnung verpflichtend) Hut mit Federn, Ordenskleid mit Gürtelhaken in Hüfthöhe, bestickter Kragen, Smoking-Hemd mit Eckenkragen, Manschetten (weiß), Handschuhe (weiß), Gürtel mit Tasche, Schwert, Stiefel, Pankratiuskreuz, Medaillen von Ritterfahrten, Offene Hände (silberne und goldene), Auszeichnungen und Ehrungen von gleichgesinnten Vereinen (keine Fantasieorden)
- Turnierkette: unabhängig von der Kleiderordnung bei allen offiziellen Anlässen

Zum Zeichen seiner Pankgrafenwürde trägt der Pankgraf auf seiner Brust ein metallenes Kreuz um den Hals.

## Die Pankgräfliche Remterordnung
- Das Ordenskreuz ist vor dem Betreten des Raumes anzulegen. Die pankgräfliche Höflichkeit erfordert, zuerst den Hochmeister und dann alle anderen Anwesenden mit Handschlag zu begrüßen.
- Der offizielle Teil des Remterabends zeichnet sich durch diszipliniertes Verhalten der Freunde bei den Ausführungen des Hochmeisters und bei den künstlerischen Darbietungen aus. Die Kolonnenführer sind für die Ordnung in ihren Kolonnen verantwortlich.
- Dem Rufzeichen zur Eröffnung oder Wiedereröffnung des Officiums ist umgehend Folge zu leisten.
- Später Eintretende bleiben während einer Rede oder eines Vortrages am Eingang wartend stehen.
- Das Betreten des Remters und seiner Nebenräume bei und nach offiziellen Veranstaltungen ist weiblichen Personen streng untersagt.
- Das Betreten des Remters im Mantel zu jeder Zeit erzwingt eine sogenannte pankgräfliche Bestrafung.
- Name und Beruf eines eingeführten, dem Hochmeister vorgestellten Gastes sind mit dem Namen des einführenden Freundes zur Erleichterung der Vorstellung (in deutscher Sprache) geschrieben dem Adjutanten des Hochmeisters zu übergeben.

In der Kumperkatenstunde wie auch bei allen anderen Begrüßungen durch den Hochmeister (Geburtstage etc.) erheben sich alle Freunde unaufgefordert, wenn der Geehrte vor den Hochmeistertisch tritt. Nach der Ehrung stoßen ausnahmslos alle Freunde vor dem Hochmeistertisch begrüßend und beglückwünschend mit dem Geehrten an.

## Vereinsfeste

### Ordensfest Pankratius
Die Pankgrafen bezeichnen den 12. Mai als Pankratiustag und feiern ihr Ordensfest. An diesem Tag werden Auszeichnungen verliehen, Beförderungen zum Komtur oder Großkomtur vorgenommen sowie Kumperkaten zum Pankgrafen ernannt. Der abschließende Teil des Festes ist öffentlich. Pankratius ist der höchste Feiertag im Jahreslauf der Pankgrafen. Viele Lieder und Gebräuche der Pankgrafen behandeln diesen Tag.

### Pankgräfliches Eisbeinessen
Jährlich im November findet in Berlin die „pankgräfliche Eisbeinatzung“ (Zitat nach degenhardscher Chronik) statt. Dieses Ereignis ist ausschließlich Männern vorbehalten, Frauen ist der Zugang zu dem Saal nicht gestattet.

### Ritterfahrten
Die Liste der Ritterfahrten umfasst über 100 Städtenamen, die 100. Stadt führte die Pankgrafen 2007 nach Braubach am Rhein. Die Fahrten beginnen im Jahre 1881 mit einer Ritterfahrt nach Bernau, wie auch 1994 wieder. Die Zählung der Fahrten geht natürlicherweise auf die „Alte Pankgrafschaft 1381 von Wedding an der Panke bei Berlin“ bezogen. So fand 2010 die 631. Ritterfahrt als Freundschaftsfahrt nach Höxter statt. Manche dieser Ritterfahrten endeten allerdings statt als besonderes Ereignis mit Zerwürfnissen. So war 1959  eine „Ritterfahrt zur Eroberung der Herzen“ nach Ansbach geplant und am Ende war es ein bitterböser Streit mit dem Verdacht des Meineids. Manche Gemeinde nutzt die Ritterfahrten zur Selbstwertgewinnung: „1924 haben die Pankgrafen aus Berlin bei Ihrer Ritterfahrt Lychen erobert. Wegen der Insellage erachtete man es als schwierig, die Stadt über den Landweg einzunehmen. Man entschloss sich, aus Fürstenberg über das Wasser zu kommen.“ Auszüge weiterer Beschreibungen aus der „degenhardt`schen Chronik“ finden sich auf der „Homepage“ der Pankgrafen.